# Джонні Вейр
Джонні Вейр (Вир)  (Правильно: Вир, англ. Johnny Weir; нар. 2 липня 1984, Коутсвіль, Пенсільванія, США) — американський фігурист, що виступає в одиночному чоловічому катанні. Триразовий чемпіон США з фігурного катання (2004—06), бронзовий призер Чемпіонату світу з фігурного катання 2008 року.
Учасник 2 Зимових Олімпіад — на ХХ Зимовій Олімпіаді (Турин, 2006) став 5-м, а у олімпійському турнірі одиночників XXI Зимової Олімпіади (Ванкувер, 2010) показав 6-й результат.

## Біографія та кар'єра
Вейр відомий своїм пластичним і артистичним катанням, ексцентричною поведінкою (яскраві костюми, емоційність, жіночність тощо). Є у манері кататися Джонні і відмінність від більшості одиночників, що нерідко відмічають (при суддівстві) арбітри — це обертання і захід на стрибки (відповідно і стрибання) за годинниковою стрілкою.
Вейр народився у Коутсвіллі, Пенсильванія у сім'ї Джона та Петті Вейр. Він має брата на ім'я Брайан, молодшого на чотири роки. Вейр виріс у містечку Кворивілль, Пенсильванія на півдні графства Ланкастер. Коли Джонні почав кататися ка ковзанах, сім ‘я перебралася до Ньюарку, Делавар щоби бути ближче до ковзанки та тренера. Влітку 2007 року Джон оселився у Линдхарсті, Нью Джерсі та почав тренування поблизу — у Вейні. Вейр був одним з найкращих учнів школи Нью Арк Хай Скул. Він також вивчав мовознавство в Університеті Делаверу, але покинув навчання аби зосередитися на фігурному катанні. Русофіл за його власним твердженням, Джон захоплюється російською культурою та російською школою фігурного катання. Він самотужки навчився говорити та читати російською. Також трохи говорить французькою.
У сезоні 2009/2010 зі спортсменом (уже декілька сезонів поспіль) працює група українсько-американських фахівців — відомі тренери Галина Змієвська та Віктор Петренко, хореографи Девід Вілсон і Ніна Петренко. Протягом його кар'єри з Вейром співпрацювало величезне число міжнародних фахівців найвищого класу з багатьох країн. Талановитий фігурист найбільшу увагу приділяє хореографії — серед спеціалістів, що допомагали йому ставити програми такі відомі хореографи як Наталія Лінічук, Тетяна Тарасова, Деніс Пєтухов, Прісцилла Гілл, Євген Платов, Марина Анісіна, Майя Усова, Анжеліка Крилова та Юрій Сергєєв і чимало інших.
Джонні Вейр є популярною особистістю не лише у США, а й у інших країнах, зокрема особливо в Росії та Японії, мови яких — російську та японську він навіть вивчав, однак популярністю у колег через крайню екставагантність спортсмен не користується.

## Цікаві факти
- У грудні 2018 року Джонні Вейр використав для музичного супроводу свого виступу пісню української групи KAZKA — «Плакала».[3][4]
- У січні 2020 році вийшов серіал «Обертання» від Netflix, в якому Джонні зіграв одну з регулярних ролей — фігуриста Габріеля Річардсона.[5]

## Особисте життя
Джонні не приховує своєї сексуальної орієнтації — він гей. Однак, протягом довгого часу він цей факт про своє життя приховував.
У 2011 році Джонні вступив у шлюб з юристом російського походження Віктором Вороновим.

## Спортивні досягнення

### після 2003 року
| Сезони/Змагання                        | 2003/2004 | 2004/2005 | 2005/2006 | 2006/2007 | 2007/2008 | 2008/2009 | 2009/2010 |
| -------------------------------------- | --------- | --------- | --------- | --------- | --------- | --------- | --------- |
| Зимові Олімпійські ігри                |           |           | 5         |           |           |           | 6         |
| Чемпіонати світу з фігурного катання   | 5         | 4         | 7         | 8         | 3         |           |           |
| Чемпіонати США з фігурного катання     | 1         | 1         | 1         | 3         | 2         | 5         | 3         |
| Фінали Гран-Прі                        |           |           |           | WD        | 4         | 3         | 3         |
| Етапи Гран-Прі: «Skate America»        |           |           |           |           |           | 2         |           |
| Етапи Гран-Прі: «Skate Canada»         |           |           | 7         | 3         |           |           |           |
| Етапи Гран-Прі: «Trophée Eric Bompard» |           | 1         |           |           |           |           |           |
| Етапи Гран-Прі: «Cup of Russia»        |           | 2         | 3         | 2         | 1         |           | 4         |
| Етапи Гран-Прі: «Cup of China»         |           |           |           |           | 1         |           |           |
| Етапи Гран-Прі: «NHK Trophy»           |           | 1         |           |           |           | 2         | 2         |
| Турніри: «Finlandia Trophy»            | 2         |           |           |           |           |           |           |

### до 2003 року
| Сезони/Змагання                                     | 1997/1998 | 1998/1999 | 1999/2000 | 2000/2001 | 2001/2002 | 2002/2003 |
| --------------------------------------------------- | --------- | --------- | --------- | --------- | --------- | --------- |
| Чемпіонати Чотирьох Континентів з фігурного катання |           |           |           |           | 4         |           |
| Чемпіонати США з фігурного катання                  | 3 N.      | 4 J.      | 5 J.      | 6         | 5         | WD        |
| Чемпіонати світу серед юніорів                      |           |           |           | 1         |           |           |
| Етапи Гран-Прі: «Skate Canada»                      |           |           |           |           | 7         |           |
| Етапи Гран-Прі: «Trophée Eric Bompard»              |           |           |           |           | 4         |           |
| Етапи Гран-Прі: «Cup of Russia»                     |           |           |           |           |           | WD        |
| Етапи Гран-Прі: «NHK Trophy»                        |           |           |           |           |           | WD        |
| Етапи Гран-Прі серед юніорів, Китай                 |           |           |           | 2         |           |           |
| Етапи Гран-Прі серед юніорів, Франція               |           |           |           | 6         |           |           |
| Етапи Гран-Прі серед юніорів, Норвегія              |           |           | 2         |           |           |           |
| Етапи Гран-Прі серед юніорів, Чехія                 |           |           | 7         |           |           |           |
| Етапи Гран-Прі серед юніорів, Словаччина            |           | 1         |           |           |           |           |

- N = рівень новачків; J = юніорський рівень; WD = знявся зі змагань

## Виноски
1. ↑  Smaal, Rob. (2 грудня 2008 року). FIGURE SKATING/ 2008 NHK Trophy: Black Swan Rising — America's Johnny Weir (англійською) . asahi.com. Архів оригіналу за 1 квітня 2009. Процитовано 2 лютого 2009. {{cite web}}: Недійсний |deadurl=404 (довідка)
2. ↑  Zanca, Sal. (16 грудня 2006 року). Johnny Weir Withdraws from Grand Prix Final Due to Injury (англійською) . USFSA. Архів оригіналу за 16 грудня 2008. Процитовано 16 грудня 2008.
3. ↑  •JOHNNY WEIR• on Instagram: “Preparing. | 🎼 @kazka.band | #queenofbryantpark #figureskating #плакала". Instagram (англ.). Архів оригіналу за 14 травня 2019. Процитовано 22 січня 2019.
4. ↑  Відомий американський фігурист підготував номер під хіт українського гурту KAZKA: відео. 24 Канал. Процитовано 22 січня 2019.
5. ↑  Petski, Denise; Petski, Denise (20 грудня 2018). ‘Spinning Out’: Johnny Weir, Sarah Wright Olsen, Will Kemp Among Six Cast In Netflix Drama Series. Deadline (англ.). Архів оригіналу за 20 грудня 2018. Процитовано 8 лютого 2020.
6. ↑  Джонни Уэйр: «Тело не смогло вспомнить, как падать на лед». Архів оригіналу за 14 листопада 2012. Процитовано 10 листопада 2012.